# Соболев, Павел Григорьевич
Павел Григорьевич Соболев — советский военный деятель, генерал-лейтенант.

## Биография
Родился в 1905 году в Пскове. Член КПСС.
В РККА с 1926 года.
Участник Великой Отечественной войны: старший помощник начальника оперативного отдела штаба войск Юго-Западного фронта, заместитель начальника оперативного отдела управления штаба 1-го Белорусского фронта, начальник штаба 25-го стрелкового корпуса
Окончил Академию Генерального штаба ВС СССР.
В 1956—1959 гг. — начальник штаба Дальневосточного военного округа.
С 1963 года — в отставке.
Умер в 1969 году.

## Награды
- Орден Ленина (1951)
- Орден Красного Знамени (04.03.1945, 1946, 1956)
- Орден Суворова II степени (31.05.1945)
- Орден Отечественной войны I степени (1943)
- Орден Отечественной войны II степени (29.08.1944)
- Орден Красной Звезды (1942, 1943)